# Theristria delicatula
Theristria delicatula là một loài côn trùng trong họ Mantispidae thuộc bộ Neuroptera. Loài này được Westwood miêu tả năm 1852.